# 天名村
天名村（あまなむら）は三重県河芸郡にあった村。現在の鈴鹿市徳田町・御薗町にあたる。

## 地理
- 河川：中ノ川

## 歴史
- 1889年（明治22年）4月1日 - 町村制の施行により、奄芸郡徳田村・御薗村および越知村（字北浦）の区域をもって発足。
- 1896年（明治29年）4月1日 - 所属郡が河芸郡に変更。
- 1954年（昭和29年）8月1日 - 鈴鹿市に編入。同日天名村廃止。

## 交通

### 鉄道路線
現在は旧村域に伊勢鉄道伊勢線の徳田駅が所在するが、当時は未開業。